# Yūichi Akasaka
Yūichi Akasaka (jap. 赤坂 雄 Akasaka Yūichi; ur. 29 września 1967 w prefekturzr Ibaraki) – japoński łyżwiarz szybki specjalizujący się w short tracku, brązowy medalista olimpijski.
Dwukrotnie uczestniczył w zimowych igrzyskach olimpijskich. Na igrzyskach w Albertville w 1992 roku zdobył brązowy medal olimpijski w biegu sztafetowym na 5000 m. Dwa lata później podczas igrzysk w Lillehammer w sztafecie był piąty.
Uczestniczył również w igrzyskach w Calgary w 1988 roku. Zaprezentował się wówczas w zawodach pokazowych w short tracku, jednak bez znaczących osiągnięć.